# أحمد الغامدي (لاعب كرة قدم مواليد 1994)
أحمد الغامدي، لاعب كرة قدم سعودي.
مثل نادي الأهلي في الفئات السنية و لعب بعدها مع نادي الوحدة ونادي الرائد ونادي أحد.

## روابط خارجية
- أحمد الغامدي على موقع Soccerway.com (الإنجليزية)